# 馬里亞尼夫卡 (赫梅利尼茨基區)
49°29′40″N 26°45′51″E / 49.49444°N 26.76417°E
馬爾亞尼夫卡（烏克蘭語：Мар'янівка）是位於烏克蘭西部的村莊，由赫梅利尼茨基州裡赫梅利尼茨基區的黑奧斯特里夫市鎮負責管轄。該村始建於1370年，面積10.6平方公里，海拔高度296米，2001年人口1,790，人口密度每平方公里169.1人。